# Thomas Ehrhorn
Thomas Ehrhorn (nascido em 20 de março de 1959) é um político alemão da Alternativa para a Alemanha (AfD) e desde 2017 membro do Bundestag, o órgão legislativo federal.

## Vida e carreira
Ehrhorn nasceu em 1959 na cidade alemã de Helmstedt e tornou-se piloto de avião.
Ehrhorn entrou para a recém-fundada AfD em 2013 e é vice-presidente do seu partido no estado federal da Baixa Saxónia.
Após as eleições federais alemãs de 2017, ele tornou-se membro do bundestag.